# Prumna insularis
Prumna insularis är en insektsart som först beskrevs av Leo L. Mishchenko 1974.  Prumna insularis ingår i släktet Prumna och familjen gräshoppor. Inga underarter finns listade i Catalogue of Life.